# Lepturga
Lepturga is een geslacht van wantsen uit de familie van de Tingidae (Netwantsen). Het geslacht werd voor het eerst wetenschappelijk beschreven door Carl Stål in 1873.

## Soorten
Het genus bevat de volgende soorten:

- Lepturga chinai Takeya, 1962
- Lepturga dignata Drake, 1943
- Lepturga gyirongensis C.R. Li, 2007
- Lepturga magnifica (Hacker, 1929)
- Lepturga major (Hacker, 1929)
- Lepturga nigritarsis Stål, 1873